# Bonnie og Clyde (film)
Bonnie og Clyde (originaltitel Bonnie and Clyde) er en amerikansk film fra 1967 instrueret af Arthur Penn med Warren Beatty og Faye Dunaway is hovedrollerne som parret Clyde Barrow og Bonnie Parker, der havde opskræmt USA som Bonnie og Clyde i 1930'erne. I filmen medvirker endvidere Michael J. Pollard, Gene Hackman, Estelle Parsons, Denver Pyle og Gene Wilder.
Bonnie og Clyde anses som en milepæl i filmhistorien, og anses af mange som en af de første film fra "New Hollywood"-æraen, der nedbrød en række af filmindustriens hidtidige tabuer. Filmens succes medførte, at andre filmproducenter og instruktører i langt højere grad begyndte at medtage scener med sex og vold i filmene.

## Handling
Under Depressionen i 1930'erne mødes Clyde Barrow (Warren Beatty) og Bonnie Parker (Faye Dunaway), da Clyde forsøger at stjæle Bonnies mors bil. Bonnie, der keder sig med sit job som servitrice, bliver tiltrukket af Clyde, og beslutter sig for at tage med ham, og blive hans partner. De foretager et par mindre røverier, der ikke giver noget særligt udbytte. 
Tingene accelererer imidlertid, og parret begynder at røve banker, og røverierne bliver mere voldelige. Parret slutter sig sammen med en tankpasser (spillet af Michael J. Pollard), og med Clydes storebror Buck (spillet af Gene Hackman) og svigerinden Blanche (spillet af Estelle Parsons). Et bankrøveri går galt, og Buck og Blanche bliver såret, mens Bonnie og Clyde når at slippe væk. Blanche røber dog parrets identitet, hvorefter politiet ledes på sporet efter parret. 
Til sidst i filmen skydes parret ned i en dramatisk scene. Slutscenen er beskrevet som "en af de blodigste dødsscener i filmhistorien.

## Priser
Bonnie og Clyde blev nomineret til 10 Oscars, hvoraf filmen vandt to; Oscar for bedste kvindelige birolle til  (Estelle Parsons) og Oscar for bedste fotografering til Burnett Guffey. Filmen var blandt de første 100 film, der blev udvalgt til bevarelse i USA's National Film Registry.
Filmen blev nomineret til 8 Golden Globes og en Grammy Award uden dog at blive tildelt en pris. 
I Danmark blev Bonnie og Clyde tildelt Bodilprisen for bedste amerikanske film. 